# Louis-Pierre Hélie
Louis-Pierre Hélie (Berthierville, 1º gennaio 1986) è un ex sciatore alpino ed ex sciatore freestyle canadese, vincitore della Nor-Am Cup di sci alpino nel 2009.

## Biografia

### Stagioni 2002-2011
Hélie iniziò la sua carriera nello sci alpino: attivo in gare FIS dal 15 dicembre 2001, quando giunse 10º in slalom speciale a Val Saint-Côme, esordì in Nor-Am Cup il 2 gennaio 2003 a Sunday River in slalom gigante (28º). Venne convocato per i Mondiali juniores sia nel 2005 sia l'anno successivo, ottenendo come miglior risultato il 10º posto nella discesa libera disputata sulle nevi di casa di Le Massif nel 2006.
Ottenne il primo podio in Nor-Am Cup il 6 dicembre 2007 a Lake Louise in discesa libera (2º); sempre a Lake Louise in discesa libera debuttò anche in Coppa del Mondo, il 29 novembre 2008 (51º). Nella stagione 2008-2009 in Nor-Am Cup conquistò le sue tre vittorie di carriera, tutte a Mammoth Mountain (i supergiganti del 10 e dell'11 febbraio e la supercombinata del 13 febbraio) e si aggiudicò la classifica generale. Ai XXI Giochi olimpici invernali di Vancouver 2010, sua unica presenza olimpica, si piazzò 30º nella supercombinata; il 9 dicembre dello stesso anno conquistò a Lake Louise in discesa libera il suo ultimo podio in Nor-Am Cup (2º) e il 18 dicembre successivo ottenne nella discesa libera della Saslong in Val Gardena il suo miglior piazzamento individuale in Coppa del Mondo (13º).

### Stagioni 2012-2016
Si ritirò dalla competizioni di massimo livello nello sci alpino al termine della stagione 2011-2012 e dalla stagione 2012-2013 si dedicò prevalentemente al freestyle, specialità ski cross: debuttò in occasione dei Campionati canadesi il 1º dicembre a Nakiska, classificandosi 9º e vincendo la medaglia di bronzo, ed esordì in Coppa del Mondo l'8 dicembre successivo nella medesima località (25º). Ai Mondiali di Oslo/Voss 2013, sua prima partecipazione ai Campionati mondiali di freestyle, si classificò 41º.
Nella stagione 2014-2015 prese ancora parte a due prove di Nor-Am Cup nello sci alpino; ai Mondiali di Kreischberg 2015, suo congedo iridato nel freestyle, fu 18º e il 14 febbraio 2016 ottenne a Idre Fjäll il suo miglior piazzamento nella Coppa del Mondo di freestyle (4º). Si ritirò al termine di quella stessa stagione 2015-2016; prese per l'ultima volta il via nella Coppa del Mondo di freestyle ad Arosa il 4 marzo (6º), mentre la sua ultima gara in carriera fu la gara a squadre della Coppa del Mondo di sci alpino disputata a Sankt Moritz il 18 marzo, che Hélie chiuse al 9º posto (suo miglior piazzamento nel circuito).

## Palmarès

### Sci alpino

#### Coppa del Mondo
- Miglior piazzamento in classifica generale: 122º nel 2011

#### Nor-Am Cup
- Vincitore della Nor-Am Cup nel 2009
- Vincitore della classifica di combinata nel 2009
- 13 podi:
  - 3 vittorie
  - 8 secondi posti
  - 2 terzi posti

##### Nor-Am Cup - vittorie
| Data             | Località         | Paese       | Specialità |
| ---------------- | ---------------- | ----------- | ---------- |
| 10 febbraio 2009 | Mammoth Mountain | Stati Uniti | SG         |
| 11 febbraio 2009 | Mammoth Mountain | Stati Uniti | SG         |
| 13 febbraio 2009 | Mammoth Mountain | Stati Uniti | SC         |

Legenda:

SG = supergigante

SC = supercombinata

#### South American Cup
- Miglior piazzamento in classifica generale: 24º nel 2004
- 1 podio:
  - 1 terzo posto

#### Campionati canadesi
- 2 medaglie[1]:
  - 2 bronzi (discesa libera, supergigante nel 2009)

### Freestyle

#### Coppa del Mondo
- Miglior piazzamento in classifica generale: 75º nel 2015
- Miglior piazzamento nella classifica di ski cross: 18º nel 2016

#### Nor-Am Cup
- Miglior piazzamento nella classifica di ski cross: 13º nel 2014
- 1 podio:
  - 1 terzo posto

#### Campionati canadesi
- 1 medaglia:
  - 1 bronzo (ski cross nel 2013)